# Corazón International
Corazón International est une entreprise allemande de production cinématographique.

## Histoire
Corazón est fondée en 2004 par Fatih Akin, Andreas Thiel et Klaus Maeck, d'abord principalement destinée à réaliser les projets cinématographiques de Fatih Akin. Plus tard, la société produit et coproduit des films de réalisateurs proches d'Akin et participe à des productions cinématographiques internationales. En 2008, deux productions de Corazón figurent parmi les films en lice pour les nominations aux Oscars du meilleur film en langue étrangère : De l'autre côté (pour l'Allemagne) et Takva (pour la Turquie).

## Filmographie
Productions
- 2006 : Takva
- 2007 : De l'autre côté
- 2007 : Fatih Akin - Tagebuch eines Filmreisenden
- 2008 : Chiko (de)
- 2009 : Soul Kitchen
- 2012 : Polluting Paradise
- 2012 : Fraktus

Coproductions
- 2004 : Die alten bösen Lieder, court métrage de la série Visions of Europe
- 2004 : Head-On
- 2005 : Crossing the Bridge - The Sound of Istanbul
- 2009 : Min dît (de)
- 2011 : UFO in her eyes
- 2011 : Blutzbrüdaz
- 2012 : Mama Coca: Die Krieger des Kokain
- 2013 : Mamaros
- 2014 : The Cut
- 2017 : In the Fade
- 2022 : Rheingold